# Самарський сільський округ (Самарський район)
Сама́рський сільський округ (каз. Самарское ауылдық округі, рос. Самарский сельский округ) — адміністративна одиниця у складі Самарського району Східноказахстанської області Казахстану. Адміністративний центр — село Самарське.
Населення — 6195 осіб (2021; 6885 у 2009, 8174 у 1999, 9259 у 1989).
Станом на 1989 рік існувала Самарська сільська рада (села Добролюбовка, Каїнди, Пантелеймоновка, Самарське) колишнього Самарського району Семипалатинської області. Село Добролюбовка було ліквідовано 2009 року.

## Склад
До складу округу входять такі населені пункти:
| Населений пункт    | Старі назви     | Населення, осіб (1989) | Населення, осіб (1999) | Населення, осіб (2009) | Населення, осіб (2021) |
| ------------------ | --------------- | ---------------------- | ---------------------- | ---------------------- | ---------------------- |
| Добролюбовка, село | -               | 221                    | 158                    | 16                     | -                      |
| Кайинди, село      | Каїнди          | 158                    | 132                    | 125                    | 80                     |
| Самарське, село    | -               | 8541                   | 7529                   | 6526                   | 5948                   |
| Шубаркайин, село   | Пантелеймоновка | 339                    | 355                    | 218                    | 167                    |